# آنا کاپلینی
آنا کاپلینی (ایتالیایی: Anna Cappellini) رقصنده روی یخ اهل ایتالیا است.